# Henri Milne-Edwards
Henri Milne-Edwards, francoski zoolog, * 23. oktober 1800, Bruges, † 29. julij 1885, Pariz.